# Лотоки для спуску лісу

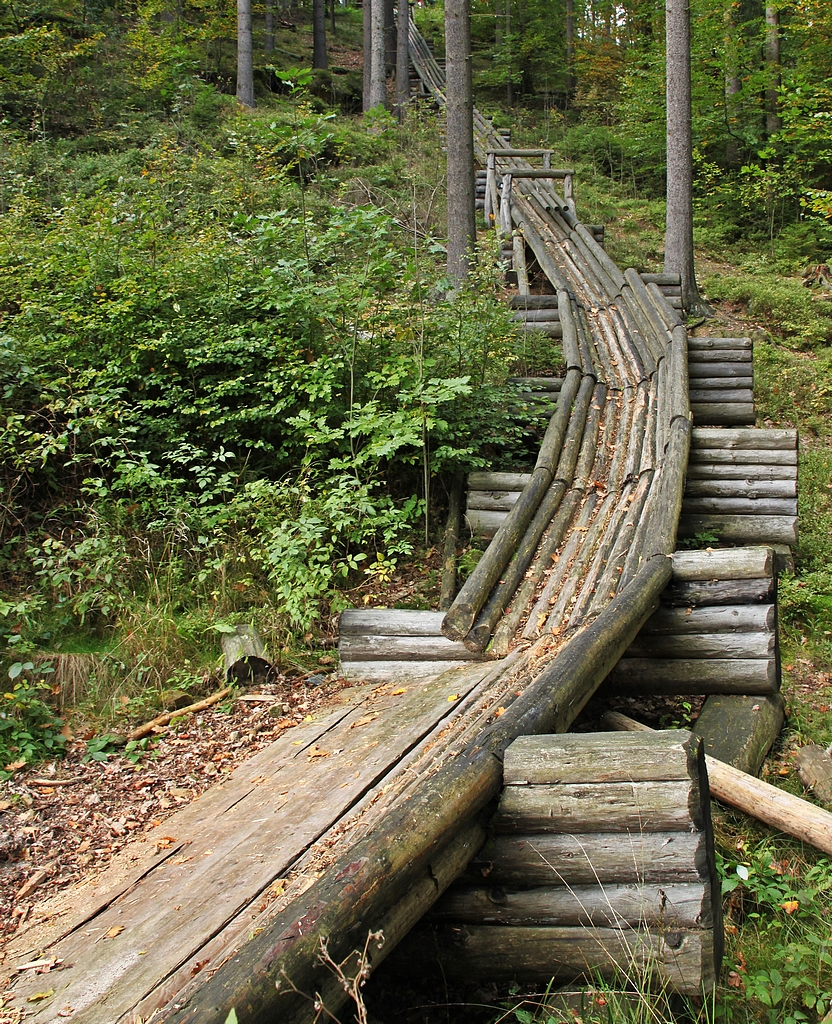
Лісоспускні лотоки в Гінтергермсдорфі (районі Зебніца), Німеччина.

Лотоки́ для спуску лісу — вид лотока, призначений для транспортування лісоматеріалу потоком води з узвишшів до місць переробки. Можуть мати значну довжину і проходити над природними перешкодами (ярами, річками) і спускатися крутих схилів. Використовування лотоків забезпечує швидке і дешеве транспортування.
У Карпатах гуцульськими лісорубами влаштовувалися колодяні лотоки, відомі під місцевою назвою ризи, риза (через пол. ryza від нім. Riese). Вони споруджалися з колод (ризінок) і встановлювалися між опор (кашиць), що являли собою стінки з обрубків дерева, простір між якими заповнювався камінням.
Ранні лотоки мали квадратний переріз і були схильні до заторів, що могли пошкодити конструкцію. Вони потребували постійного догляду. У 1868 р. Джеймс Гейнс вперше збудував лотоки з перерізом у вигляді літери V, що уможливило заклиненій колоді звільнюватися самій при підйомі рівня води в лотоках. Кожна секція цих вдосконалених лотоків складалася з двох дощок шириною 2 фути (61 см), з'єднаних під прямим кутом, і узвичаїлися вони в США наприкінці XIX століття.
Найдовшими лотоками для спуску лісу вважаються лотоки «Кінгс-Рівер» у Сангері, штат Каліфорнія, США. Збудовані в 1890 році лісозаготівельною компанією «Кінгс-Рівер» (названою за річкою Кінгс-Рівер), вони тягнуться на відстань понад 100 км (62 милі) від Сьєрра-Невада до лісоскладу і залізничної станції в Сангері. Забезпечені регулярним водопостачанням з розташованого поблизу вододжерела, лотоки уможливлювали транспортування лісоматеріалів через глибокі провалля і урвища і водночас сприяли доступу до території зростання велетенських дерев (зараз відомої як національний парк «Секвоя»), для їх суцільної рубки. Спуск лісу забезпечувався «лотоковими сплавниками» (flume herders), що на різних ділянках траси стежили за потоком води і лісоматеріалів.
Незважаючи на небезпеку, сплавники іноді спускалися лотоками на маленьких човниках: для перевірки поточного стану конструкції чи просто для розваги. Цей спуск дав початок одному з видів атракціонів — «колоді».